# Josef Gingold
Josef Gingold (ur. 28 października 1909 w Brześciu Litewskim, zm. 11 stycznia 1995 w Bloomington w stanie Indiana) – amerykański skrzypek i pedagog muzyczny pochodzenia rosyjskiego.

## Życiorys
W 1920 roku wyemigrował do Stanów Zjednoczonych. Uczył się gry na skrzypcach u Vladimira Graffmana w Nowym Jorku i u Eugène’a Ysaÿe’a w Brukseli. W latach 1926–1928 występował w Europie, dając około 40 koncertów. Od 1937 do 1943 roku był pierwszym skrzypkiem NBC Symphony Orchestra pod batutą Arturo Toscaniniego. Następnie grał z Detroit Symphony Orchestra (1943–1946) i Cleveland Orchestra (1947–1960). Był członkiem Primrose Quartet (1937–1942) i NBC String Quartet (1941–1943). W latach 1950–1960 wykładał w Case Western Reserve University. Od 1955 do 1981 kierował wydziałem muzyki kameralnej na Meadowmount School of Music. W 1960 roku otrzymał stanowisko profesora na Indiana University School of Music w Bloomington. Do grona jego uczniów należeli Kyung-Wha Chung i Krzysztof Jakowicz.
Prowadził kursy mistrzowskie w Konserwatorium Paryskim (1970–1981), Tokio (1970), Kopenhadze (1979) i Montrealu (1980). Zasiadał w jury licznych konkursów skrzypcowych, m.in. Międzynarodowego Konkursu Muzycznego im. Królowej Elżbiety Belgijskiej w Brukseli, konkursu im. Jeana Sibeliusa w Helsinkach, Międzynarodowego Konkursu Skrzypcowego im. Henryka Wieniawskiego w Poznaniu. W latach 1982 i 1986–1990 był przewodniczącym jury International Violin Competition w Bloomington.
Grał na skrzypcach Stradivariego „Martinelli” z 1683 roku.